# Huroni
Huroni (z francouzského hure – hlava divokého prasete nebo huron – surovec, rváč), též Wendati či Wyandoti („Ostrované“) vlastním jménem Onkvaonvé (tedy „Praví muži“) jsou jedni z původních obyvatel Severní Ameriky, připadající do irokézské skupiny jazykově příbuzných kmenů. V jazyce Irokézů jsou známi jako Wendati, zatímco Wyandoti, tak jak jsou dnes nazýváni, vznikli spojením dvou zbylých kmenů Huronské konfederace s příbuzným kmenem Petunů v 17. století.

## Historie
Huroni kdysi tvořili konfederaci tří a od počátku 17. století čtyř kmenů severoamerických Indiánů, obývajících na přelomu 16. a 17. století vesnice u Huronského jezera v dnešní kanadské provincii Ontario. Šlo o tyto kmeny:
- Attignawantan („Medvědí lidé“)
- Attigneenongnahac („Lidé provazu“)
- Arendarhonon („Skalní lidé“)
- Tahontaenrat („Jelení lidé“)

Pátý kmen, Ataronchronon („Lidé z bažin“), byli zřejmě odnoží Attignawantanů a neměli plné členství v konfederaci. To bylo před jejich prvními styky s Evropany a následné decimaci populace kmene virem neštovic. A také před válkami s Irokézy, které si později znepřátelili.

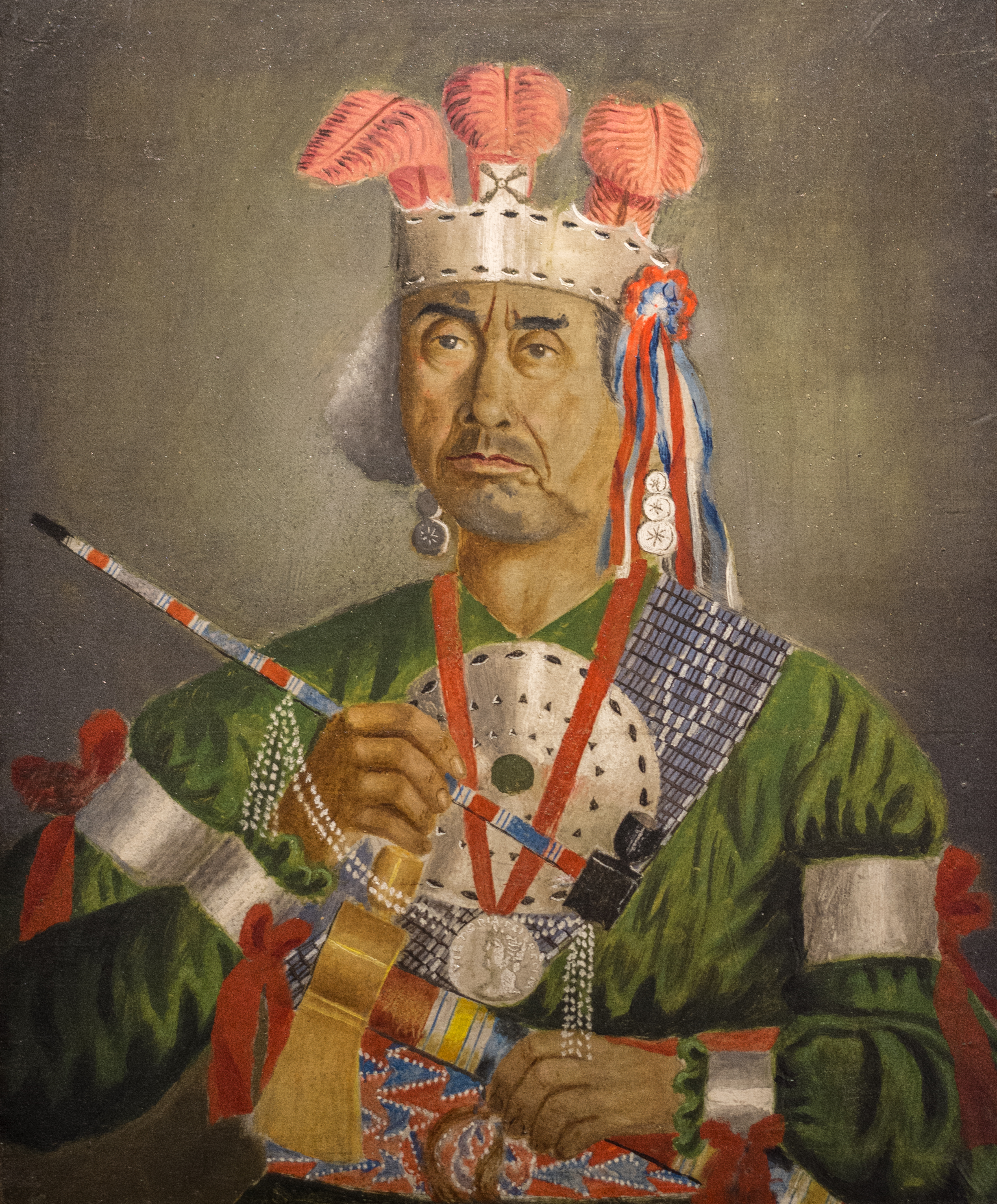
Autoportrét wyandotského náčelníka Zacharyho Vincenta, 1878

Před příchodem Evropanů do tohoto regionu dosahoval tento kmen počtu kolem 30 000 lidí. Animistické náboženství, spojené s kultem předků a praktikováním okázalých slavností mrtvých, ustupovalo pod vlivem jezuitských misionářů v průběhu 17. století katolickému křesťanství. Živili se lovem, rybolovem a jednoduchým zemědělstvím – pěstovali kukuřici, dýně, fazole, slunečnici a topinambury.
Jejich oděv a účes byl podobný jako u příbuzných Irokézů. Muži nosili kožené legíny, mokasíny a bederní zástěrku, v zimě také kožený plášť. Typický byl účes – holili si celou hlavu kromě hřebene delších vlasů na temeni a v týle, který si zdobili peřím, srstí nebo urzoními ostny. Tělo si často potírali slunečnicovým olejem.
Huroni měli slabost pro hazardní hry a sázky. Byli vynikající válečníci, do boje si někdy oblékali ochranné odění z tenkých dřevěných latěk. Válečné zajatce buďto adoptovali do svého kmene nebo umučili, což bylo běžné i sousedních etnik. V dobrodružných románech (např. Poslední Mohykán od J. F. Coopera) jsou Huroni často popisování jako suroví, krutí a podlí, ve skutečnosti ale nebyli o nic krutější než jejich věční rivalové Irokézové.
S příchodem francouzských obchodníků s kožešinami se orientovali na lov kožešinové zvěře a vyměňovali své úlovky za potraviny a zbraně. V roce 1649 využili jejich tradiční nepřátelé Irokézové oslabení konfederace epidemií neštovic v první polovině 40. let k útoku, který znamenal fakticky likvidaci kmene.
Část jeho příslušníků Irokézové pobili, velké množství adoptovali do kmenů své Ligy, část nepřežila bez zásob (které jim vítězové ukradli nebo zničili) následující zimu. Několik stovek se zachránilo a migrovalo v oblasti Velkých jezer. Později se spojili s Petuny a začali se nazývat Wyandoti. Část se později přesunula do Ohia, Kansasu, Oklahomy a Nebrasky. Zbytek odvedli jezuité do okolí Québecu (tzv. Huroni z Lorette). Přestože šlo po této decimaci populačně o malý kmen, těšili se Wyandoti mezi jezerními kmeny značnému vlivu. Z jejich řad pocházel i slavný náčelník Kondiaronk. 

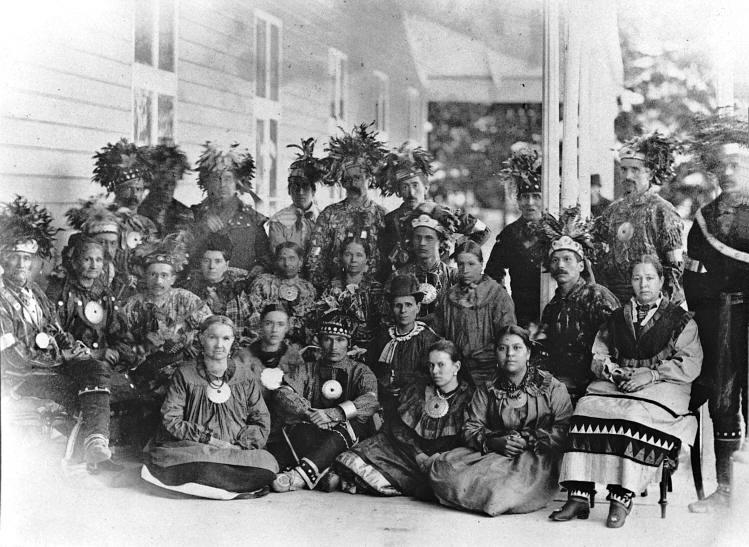
Huronsko-Wendantská skupinka – Spencerwood, Quebec City, QC, 1880

V 18. století během koloniálních válek stáli obvykle na straně Francouzů proti Britům. Během Pontiacova povstání bojovali na straně indiánských vzbouřenců a dobyli mj. Fort Sandusky. V 80. letech 18. století bojovali proti kentucké milici. Ve 40. letech 19. století se v rámci velkých indiánských přesunů odstěhovali do Kansasu. V té době se počet Wyandotů pohyboval jen okolo 700. Ve druhé polovině 20. století žily v USA a Kanadě necelé dva tisíce Huronů asimilovaných většinou početnějšími kmeny.

## Současnost
Huroni, resp. Wyandoti, dnes žijí v rezervacích v Québecu a v třech hlavních komunitách, jednotlivě spravovaných, v USA.